# Viktor Vinogradov
Víktor Vladímirovich Vinográdov (en ruso: Ви́ктор Влади́мирович Виногра́дов; Zaraisk, 1895 - Moscú, 1969) fue un lingüista y filólogo soviético que presidió la organización encargada de dirigir lingüística soviética en el período posterior a la Segunda Guerra Mundial.

## Biografía
Vinográdov estudió en el Instituto de Historia y Filología de Petrogrado, donde destacaban profesores como Lev Scherba (en) y Alekséi Shájmatov, aunque fueron las ideas del lingüista suizo Charles Bally las que más profundamente le influyeron durante sus años de formación. Dejó su marca como estudioso de la literatura rusa con una serie de trabajos que analizaban la lengua de los escritores rusos clásicos, como Aleksandr Pushkin, Nikolái Gógol, Mijaíl Lérmontov y Anna Ajmátova. En 1926, contrajo matrimonio con Nadezhda Málysheva (Надежда Матвеевна Виноградова-Малышева, 1897-1990), una profesora de canto.

## Trayectoria
En el terreno lingüístico, Vinográdov empezó como un crítico de los formalistas rusos, con muchos de los cuales compartía una relación cordial. Después de trasladarse de Leningrado a Moscú en 1929, se vio implicado en la "Conspiración de los eslavistas" (en) y fue deportado a Vyatka en 1934. Dos años después, pudo establecerse más cerca de la capital, en Mozhaisk, siendo desterrado a Tobolsk en Siberia tras la invasión de la Unión Soviética por las tropas de Hitler en 1941. Su padre, un sacerdote ortodoxo, fue expulsado del país en 1930.
Tras la Segunda Guerra Mundial, Stalin ordenó la reestructuración del Instituto de Lingüística, dirigido hasta la fecha por Nikolái Marr y sus seguidores. Vinográdov fue designado director del mismo en 1950. Además, se le otorgaron algunos reconocimientos públicos: miembro de la Academia de Ciencias de la Unión Soviética, premio Stalin (1951), una orden de Lenin y dos órdenes de la Bandera Roja del Trabajo. 
El ascenso de Vinográdov consolidó a seguidores como Serguéi Ózhegov o Natalia Shvédova dentro de la escuela académica dominante de la lingüística soviética. El Instituto Vinográdov de la Lengua Rusa, que administró desde 1958, lleva su nombre.